# H (SAB)
H är ett signum i SAB:s klassifikationssystem. 

## HSkönlitteratur
- H.0 Litterära genrer och motiv
  - H.01 Romaner och noveller
  - H.02 Dramatik
  - H.03 Poesi
  - H.04 Essäer och litteraturkritik
  - H.05 Tecknade serier
  - H.07 Folkdiktning
- Hc Skönlitteratur på svenska som originalspråk
  - Hca Fornsvensk litteratur
  - Hcc Svensk skönlitteratur på utländska språk
  - Hcd Finlandssvensk skönlitteratur
  - Hce Skönlitteratur översatt till svenska
  - Hcf Bilderböcker och kapitelböcker på svenska för små barn
  - Hcg Skönlitteratur på svenska för barn
  - Hci Tecknade serier
  - Hcq Svensk-amerikansk skönlitteratur
- He Skönlitteratur på engelska
- Hf Skönlitteratur på tyska
- Hg Skönlitteratur på nederländska
- Hh Skönlitteratur på romanska språk
- Hi Skönlitteratur på italienska
- Hj Skönlitteratur på franska
- Hk Skönlitteratur på spanska
- Hl Skönlitteratur på portugisiska
- Hm Slavisk och baltisk skönlitteratur
- Hn Skönlitteratur på keltiska språk
- Ho Skönlitteratur på grekiska och latin
- Hp Skönlitteratur på indiska språk
- Hq Skönlitteratur på persiska
- Hy Skönlitteratur på konstgjorda språk

1. Siffersuffix är även applicerbara på alla underkategorier.
2. Se G (SAB) för en komplett struktur över genrer.
3. Se F (SAB) för en komplett struktur över språk.